# Tercera Manzana, Hidalgo
Tercera Manzana är en ort i Mexiko.   Den ligger i kommunen Tula de Allende och delstaten Hidalgo, i den sydöstra delen av landet, 70 km norr om huvudstaden Mexico City. Tercera Manzana ligger 2 250 meter över havet och antalet invånare är 233.
Terrängen runt Tercera Manzana är platt åt nordost, men åt sydväst är den kuperad. Tercera Manzana ligger uppe på en höjd. Runt Tercera Manzana är det ganska tätbefolkat, med 160 invånare per kvadratkilometer. Närmaste större samhälle är Colonia Santa Teresa, 19,5 km söder om Tercera Manzana. Trakten runt Tercera Manzana består i huvudsak av gräsmarker.